# Lü Zhi
Lü Zhi (en chino simplificado, 吕植) es una bióloga conservacionista china, experta en pandas y biodiversidad. Es profesora en la Universidad de Pekín y Directora Ejecutiva del Centro de la Naturaleza y Sociedad de la Universidad de Pekín.  También es la fundadora del Centro de Conservación Shanshui dedicado a preservar la región de las Tres Cabezas de Ríos en Yushu, Qinghai.

## Biografía
Comenzó a estudiar en la Universidad de Pekín en 1981, cuando tenía dieciséis años. En 1992, había completado todos sus trabajos de pregrado y posdoctorado en la misma universidad. Su trabajo con pandas gigantes comenzó cuando tenía diecinueve años, cuando se convirtió en parte de un estudio de campo a largo plazo sobre los animales, su hábitat y su diversidad genética. Durante su trabajo de campo, creó vínculos con algunos de los pandas, ayudó a un panda enfermo a comer nuevamente y también se convirtió en una de las primeras personas en entrar en el foso de un panda salvaje.  También aprendió la habilidad de fotografiar la vida silvestre mientras estaba en el campo, y sus fotografías se presentaron en National Geographic en 1993 y 1995.

## Carrera
De 1995 a 2000, trabajó para el World Wildlife Fund (WWF) China.  En WWF, desarrolló programas y actividades que se centraron en el panda gigante y también en la Región Autónoma del Tíbet. También ayudó a abrir la oficina de WWF en Tíbet y a aumentar el presupuesto anual total para la conservación, centrándose en el panda y el Tíbet.  En 2002, comenzó a trabajar en Conservation International (CI).  Trabajó como jefa de la oficina de CI en China.
Su trabajo de conservación se centra en varias especies grandes en peligro de extinción, como el panda gigante, el leopardo de las nieves, la gacela de przewalski y el oso pardo tibetano. Su organización no gubernamental, el Shanshui Conservation Center se fundó en 2007 para ayudar a desarrollar "soluciones comunitarias de base para la conservación en el oeste de China".  Destaca la importancia de las reservas naturales gestionadas por la comunidad en la lucha para proteger las especies y los hábitats, y dice que este tipo de modelos benefician tanto a los animales como al uso sostenible de la tierra por parte de las personas. Espera ver un "nuevo sistema económico que reconozca y pague por el valor de la naturaleza" y en Shan Shui, modelan este tipo de sistemas económicos para el gobierno chino más grande.  Además de la investigación y el desarrollo de esfuerzos de conservación basados en la comunidad, también ha trabajado con el gobierno chino y empresas para desarrollar una legislación y prácticas más respetuosas con el medio ambiente.
Ha escrito y es coautora de varios libros sobre ciencia.  Su libro, Giant Pandas in the Wild (2002), fue llamado "una obra de arte" por Library Journal.